# 尼尔·利文斯通
尼尔·利文斯通（英語：Neil Livingstone，1938年6月4日—），英国前男子曲棍球运动员。他曾代表英国国家队参加1960年夏季奥林匹克运动会曲棍球比赛，结果队伍获得第四名。